# Ville di Roma

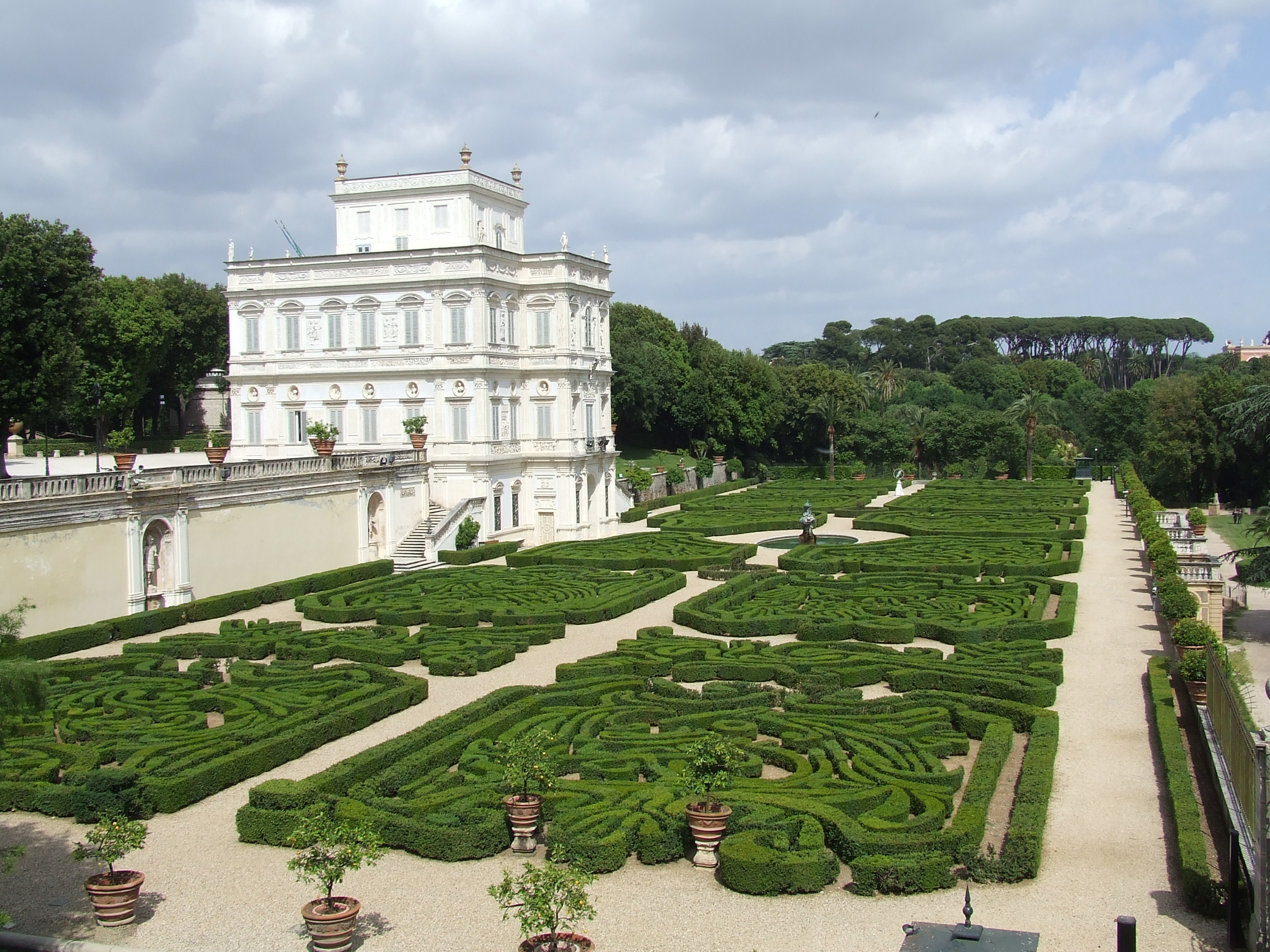
Villa Doria Pamphilj al Gianicolo

Ville di Roma elenca le ville che sorsero a partire dal Rinascimento e prima del 1870 nel perimetro delle mura di Roma o nelle immediate adiacenze, proprietà di famiglie importanti (per le ville dei dintorni e della campagna, si veda invece ville del Lazio).
Alcune di esse esistono ancora, integre, altre sono state private dei giardini, altre ancora completamente divorate dalla febbre edilizia che investì la città e la sua nobiltà quando Roma divenne la capitale d'Italia.

## La rinascita delle ville urbane
Durante il Medioevo, Roma si era gravemente spopolata. Entro la cinta delle mura aureliane, pascoli, orti e vigne si erano impiantati sulle rovine delle costruzioni antiche. Erano sorti insediamenti fortificati, o chiese con annessi monasteri (generalmente fortificati anch'essi, come quello dei Santi Quattro), mentre la popolazione si era addensata in un nucleo urbano compreso tra la Suburra, il Campidoglio e la pianura del Campo Marzio.
Quest'ultimo agglomerato era tuttavia insalubre, soprattutto d'estate, sia per le frequenti piene del Tevere sia per la decadenza del sistema fognario, anche perché esso costituiva il punto di raccolta e risorgiva delle acque piovane che scendevano dai colli.
Rinacque così a partire dalla fine del Quattrocento, per motivi sia di prestigio sia di qualità della vita, l'uso già caro ai romani antichi di costruirsi una residenza di campagna, lussuosa e raffinata quanto consentiva ed imponeva il rango della famiglia, a volte adattando precedenti edifici, altre volte costruendo ex novo in posizioni particolarmente felici.
Per la curiosa persistenza che caratterizza alcune tipologie edilizie a Roma (come le caserme al Castro Pretorio, o gli ospedali all'Isola Tiberina), molte di queste ville sorsero sui terreni (o addirittura sulle spoglie) di precedenti ville romane, come gli Horti Liciniani, o gli Horti Caesaris a Trastevere.

## Dentro le mura

### Quirinale
Quirinale
- Villa Aldobrandini
- Giardini del Quirinale
- Giardini di Montecavallo (Villa Colonna): si trovano alle spalle di Palazzo Colonna, cui sono collegati da una serie di quattro arcate su via della Pilotta. Vi si trovano anche i resti di un serapeo.

### Pincio
Pincio
- Villa Ludovisi
- Villa del Priorato di Malta
- Villa Borghese
- Villa Medici
- Villa Giulia

### Esquilino
Esquilino
- Villa Wolkonsky

### Celio
Celio
- Villa Celimontana

### Palatino
Palatino
- Orti Farnesiani al Palatino
- Villa Mills

### Aventino
Aventino
- Villa del Priorato di Malta

### San Saba - Appia Antica
San Saba - Appia Antica
- Casina del Cardinal Bessarione

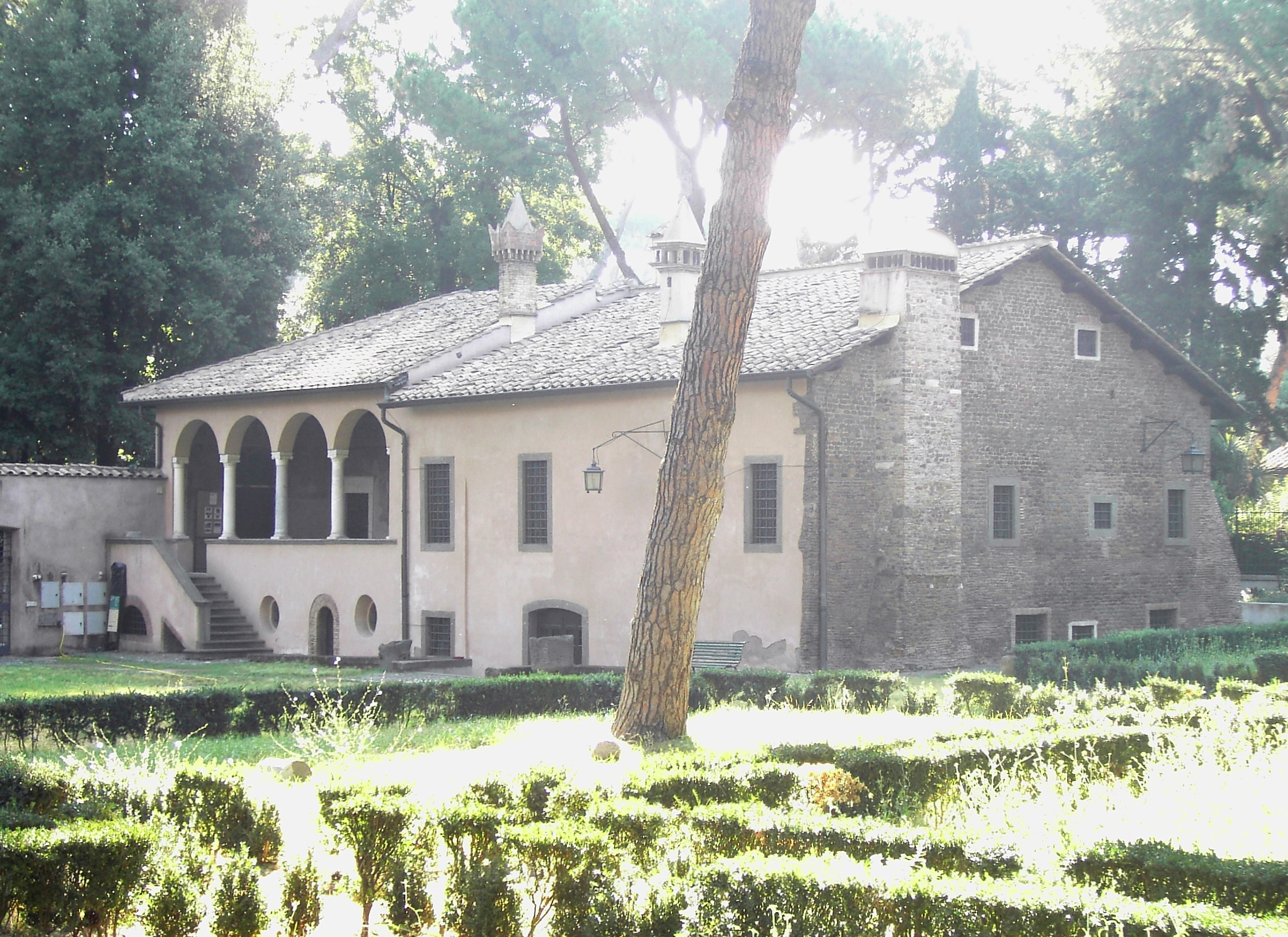
La Casina del Cardinal Bessarione

Sorge sull'Appia Antica, prima della Porta San Sebastiano.
Attribuita al Bessarione dalla tradizione, anche se non ne presenta lo stemma, è una villa quattrocentesca di dimensioni modeste, ma di grande grazia, di quelle che venivano dette "casina" o "casino". La residenza ufficiale del cardinale (titolare dei Santi Apostoli) era a Palazzo Colonna. Questa piccola residenza - distante una mezz'ora di passeggiata a piedi dalla basilica - è un esempio tipico di rifugio appena suburbano.
È composta da un solo piano rialzato con facciata e portico sul giardino, mentre gli ambienti di servizio sono allocati al di sotto. Nella costruzione furono utilizzati materiali di spoglio, assai abbondanti nella zona, come le colonne della loggia.
Ridotta in seguito a osteria suburbana, fu poi recuperata e sottoposta a restauro, iniziato il 13 febbraio 1934 e parzialmente completato nel marzo successivo, e utilizzata, il 27 luglio dello stesso anno, da Benito Mussolini per incontrare il Presidente del consiglio ungherese.
- Villa di Fiorano

### Gianicolo

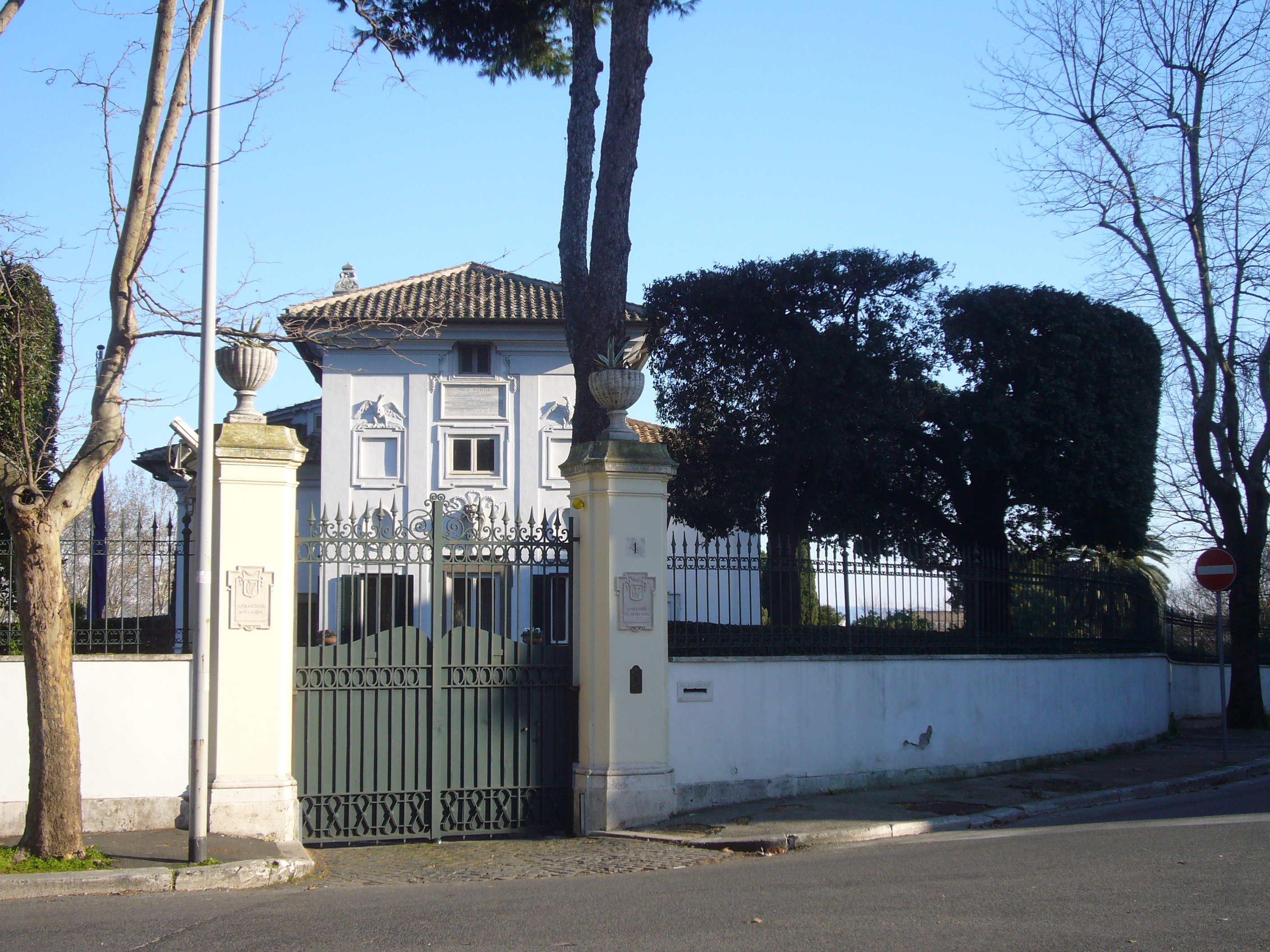
Villa Spada al Gianicolo

Gianicolo
- Villa Abamelek
- Villa del Bosco Parrasio
- Villa Corsini alla Lungara
- Villa Doria Pamphilj
- Villa Farnesina
- Villa Gabrielli
- Villa Lante
- Il Vascello
- Villa Sciarra
- Villa Spada al Gianicolo

## Altre ville

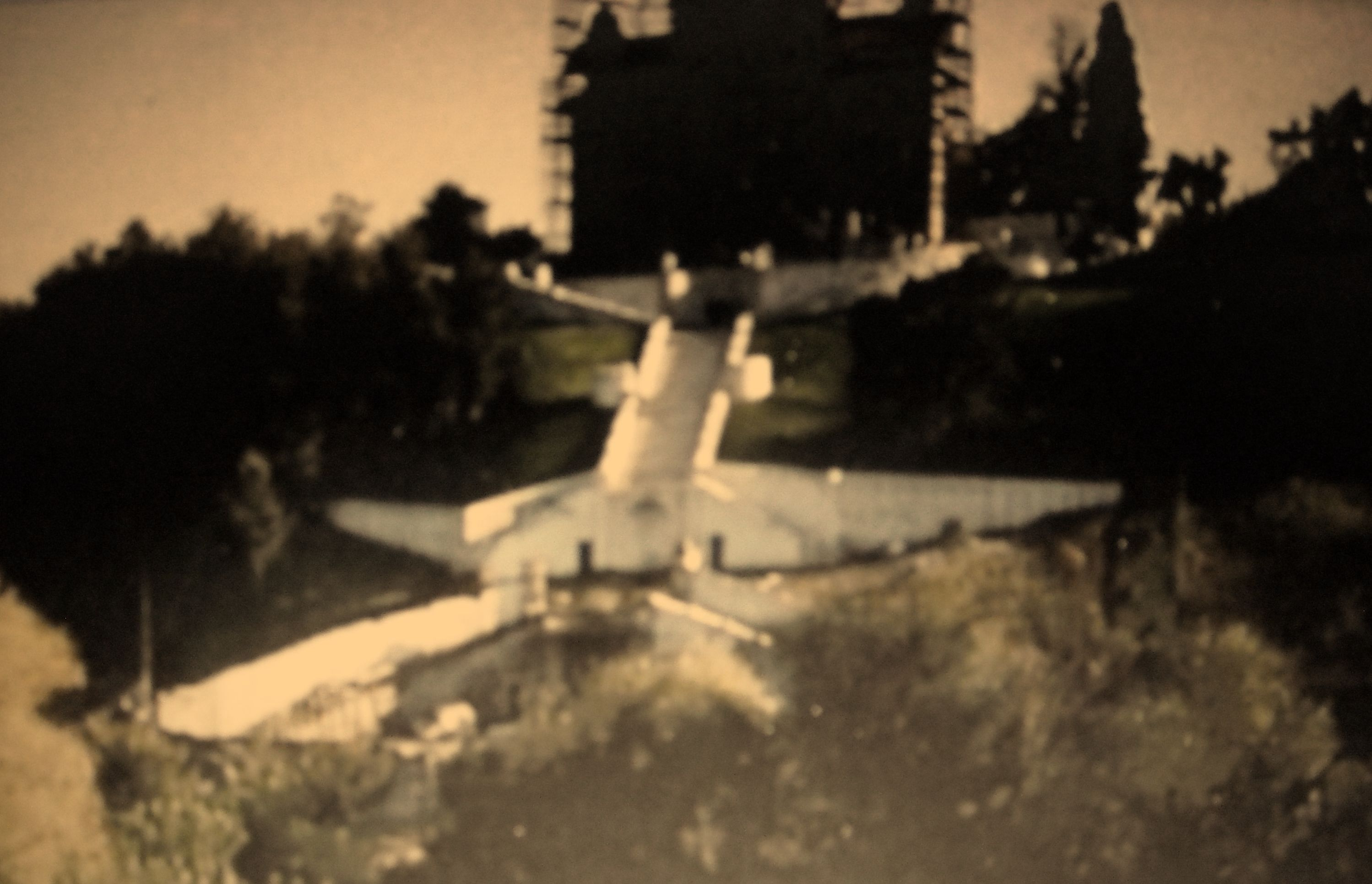
Villa York - Vicolo del Forte Bravetta

- Villa Ada
- Villa Albani Torlonia in via Salaria
- Villa Altoviti, in Prati, ora distrutta
- Villa Bonaparte a Porta Pia
- Villa Balestra
- Villa Blanc sulla via Nomentana
- Villa Carpegna
- Villa Chigi
- Villa Cidonio lungo via Cassia, quartiere Della Vittoria
- Villa De Sanctis lungo via Casilina
- Villa Fiorelli
- Villa Gangalandi Lancellotti[3]
- Villa Gentili
- Villa Giorgina
- Villa Glori
- Villa Giustiniani Massimo
- Villa Gordiani
- Villa La Favorita (Villa Certosa) lungo via Casilina
- Villa Lais
- Villa Lazzaroni
- Villa Madama
- Villa Manzoni
- Villa Massimo sulla Nomentana
- Villa Miani
- Villa Paganini
- Villa Torlonia
- Villa Veschi all'Aurelio
- Villa York